# Flebotomíneos
Os flebotomíneos (Phlebotominae) compõem uma subfamília de insetos da família dos Psychodidae. Esta família inclui vários géneros de moscas hematófagas, incluindo os principais vetores de transmissão da leishmaniose, bartonelose e febre por flebótomos. No Velho Mundo, o vetor mais comum de leishmaniose são espécies do género Phlebotomus, enquanto no Novo Mundo é transmitida exclusivamente por espécies do género Lutzomyia.
Entre os nomes populares estão mosquito-palha, birigui, cangalha ou tatuquira (em Portugal essa espécie é conhecida como melga). Embora seu nome sugira, não são considerados mosquitos, e sim moscas. São insetos, pequenos, corcundas, com o corpo coberto de cerdas e com as asas estreitas, sempre levantadas quando estão pousados.
A transmissão dá-se classicamente pela picada do flebotomíneo. Somente as fêmeas sugam sangue e, na maioria dos casos, possuem hábitos noturnos.
Os ovos são postos em locais terrestres úmidos, como sob pedras, folhas no solo e margem de rios. Após 30-60 dias, a larva madura fixa-se no subtrato e se transforma em pupa, mudando após mais alguns dias para adulto. Os adultos parecem voar poucas centenas de metros, em geral com um voo saltitante e só picam partes do corpo não cobertas por roupas.
Sua picada costuma ser dolorosa, e podem transmitir várias espécies de Leishmania, tanto em florestas quanto em ambientes modificados. Há espécies que picam somente em florestas, e outras que se adaptam a ambientes modificados, incluindo o peridomicílio e áreas com vegetação arbustiva, como Lutzomyia longipalpis, que transmite Leishmania infantum, causadora de leishmaniose visceral.
A modificação da vegetação costuma causar a redução na população de uma espécie e o aumento na de outra, que pode substituir a primeira como vetor de alguma espécie de Leishmania.[carece de fontes]
A classificação taxonômica dos Phlebotominae apresenta mais de 800 espécies reconhecidas, sendo a maior parte delas no Novo Mundo. A classificação como proposta em 1994 por Young e Duncan divide os flebotomíneos neotropicais nos gêneros Lutzomyia, Brumptomyia e Warileya, sendo que o gênero Lutzomyia concentra a maior parte das espécies e as únicas confirmadas como vetores de Leishmania.
Eunice Galati propôs em 2003 uma nova classificação para os flebotomíneos neotropicais, que inclui 931 espécies divididas em 23 gêneros, 20 subgêneros e 6 subtribos. A classificação dos flebotomíneos, especialmente os do Neotrópico, ainda é discutida e a classificação de Young e Duncan ainda é bastante utilizada.
No Velho Mundo, ocorrem os gêneros Phlebotomus, Sergentomyia e Chinius. O gênero Phlebotomus é dividido em treze subgêneros e contém todas as espécies incriminadas como vetores de Leishmania no Velho Mundo. Já o gênero Sergentomyia é o responsável pela transmissão das espécies de Sauroleishmania, enquanto Chinius possui apenas quatro espécies restritas a região da Oceania.
No Brasil as principais espécies envolvidas na transmissão das leishmanioses são Lutzomyia longipalpis, Lu. cruzi, Lu. whitmani, Lu. intermedia, Lu. umbratilis, Lu. wellcomei, Lu. flaviscutellata e Lu. migonei.